# Pekansaari (ö i Norra Österbotten, Koillismaa, lat 65,70, long 28,79)
Pekansaari är en ö i Finland. Den ligger i sjön Korpuajärvi och i kommunen Kuusamo i den ekonomiska regionen  Koillismaa ekonomiska region  och landskapet Norra Österbotten, i den nordöstra delen av landet, 600 km norr om huvudstaden Helsingfors. Öns area är 0,2 hektar och dess största längd är 70 meter i sydöst-nordvästlig riktning.